# Designgesetz
Das Gesetz über den rechtlichen Schutz von Design, kurz Designgesetz (früher Geschmacksmustergesetz), ist eine deutsche Rechtsnorm, die Designs bundesweit begrifflich definiert und konkret schützt. Die aktuelle Fassung, in der der Name des Schutzgutes von Geschmacksmuster zu eingetragenem Design geändert wurde, stammt vom 19. Oktober 2013. Zuvor waren im März 2004 durch eine Neufassung des Geschmacksmustergesetzes aufgrund der Richtlinie 98/71/EG des Europäischen Parlaments und des Rates vom 13. Oktober 1998 über den rechtlichen Schutz von Mustern und Modellen (ABl. EG Nr. L 289 S. 28) das alte Geschmacksmustergesetz aus dem Jahr 1876 und das Schriftzeichengesetz von 1981 abgelöst worden. 
Ergänzt wird das Designgesetz durch die Designverordnung (DesignV) vom 2. Januar 2014 (BGBl. I S. 18), früher Geschmacksmusterverordnung.
Mit der Neufassung von 2014 wurde auch die Verordnung (EG) Nr. 6/2002 des Rates vom 12. Dezember 2001 über das Gemeinschaftsgeschmacksmuster (GGV) vom 6. März 2002 im deutschen Recht erfasst. Sie ermöglicht die Eintragung des Gemeinschaftsgeschmacksmusters.